# 시애틀 사운더스 FC
시애틀 사운더스 FC(영어: Seattle Sounders FC)는 시애틀에 본사를 둔 미국의 프로 축구 클럽이다. 사운더스는 서부 콘퍼런스의 일원으로 메이저 리그 사커(MLS)에 참가한다. 이 클럽은 2007년 11월 13일에 설립되었으며, 2009년에 MLS 확장 팀으로 경기를 시작했다. 사운더스는 피닉스 클럽으로, 1994년부터 2008년까지 미국 프로 축구 리그(APSL), A-리그, USL 퍼스트 디비전(USL-1)에서 활약했던 2부 리그 프랜차이즈를 대체하고 있으며, 1974년부터 1983년까지 북미 사커 리그(NASL)에서 경쟁했던 원래 사운더스 프랜차이즈와 동일한 이름을 가지고 있다.
클럽의 대주주는 에이드리언 해나워이며, 소수 소유주는 폴 앨런, 드루 캐리, 그리고 시애틀 지역의 14가구이다. 전 USL-1 사운더스 코치이자 어시스턴트 코치인 브라이언 슈메처가 2016년 7월, 지기 슈미드가 떠난 후 감독직을 맡았다. 사운더스는 루멘 필드에서 홈 리그 경기를 치르며, 대부분의 경기에서 37,722석의 좌석을 줄였다. 여러 조직된 그룹과 함께 "사운드 웨이브"라는 53명의 마칭 밴드가 각 홈 경기에서 클럽을 지원하고 있다. 시애틀은 캐스캐디아 컵을 위해 경쟁하는 태평양 북서부 클럽 포틀랜드 팀버스 및 밴쿠버 화이트캡스와 오랜 라이벌 관계를 맺고 있다.
사운더스는 2009년 3월 19일, 뉴욕 레드불스를 상대로 3-0으로 승리하며 첫 경기를 치렀다. 시애틀은 리그에서 가장 성공적인 팀 중 하나로, US 오픈컵에서 네 번, 2014년 서포터스 실드에서, 2016년과 2019년 MLS컵에서 우승했다. MLS 출범 이후 2022년까지 이 팀은 리그 역사상 가장 긴 기록이었던 MLS컵 플레이오프에 진출했으며, CONCACAF 챔피언스컵에 일곱 번 출전하여 2022년 현대 버전의 대회에서 우승한 최초의 MLS 팀이 되었다. 사운더스는 FIFA 클럽 월드컵에 참가한 최초의 MLS 팀이었다.

## 역사
미국의 첫 번째 도시들이 메이저 리그 사커 팀을 유치하기로 결정되기 전에도 시애틀은 프로 팀을 유치하기에 적합한 장소로 여겨졌다. 1994년, 미국이 FIFA 월드컵 개최를 준비하던 시기에 30개 이상의 도시가 MLS 팀의 권리를 추구하고 있었는데, 시애틀도 그 중 하나였다. 그러나 시애틀의 강력한 축구 팬층에도 불구하고 축구 전용 경기장이 없다는 점은 MLS 팀을 창단하는 데 단점이었다. 첫 번째 MLS 팀 창단을 고려하는 도시들은 시즌 티켓을 위해 팬들로부터 10,000장의 보증을 확보할 것으로 예상되었다. MLS 팀 유치 마감일인 1994년 6월 3일까지 시애틀의 축구 조직자들은 1,500장 미만의 보증을 확보했다. 이러한 낮은 수치는 MLS 확장 팀과 미국 프로 축구 리그(APSL) 사운더스 확장 팀 간의 티켓 캠페인 경쟁의 결과였다.
1994년 6월 14일, 발표에서 시애틀은 MLS 팀을 처음으로 수상한 7개 도시 중 하나에 포함되지 않았다. 올해 말에 다섯 개의 팀이 추가로 발표될 예정이었으며, 이번 기회를 개선하기 위해 시애틀의 축구 조직자들은 워싱턴 대학교와 협력하여 허스키 스타디움을 임시 경기장으로 사용하는 동시에 영구적인 축구 전용 시설 건설을 추진하기 시작했다. 1994년 11월, 첫 번째 MLS 시즌의 시작은 1996년으로 연기되었고, 이 지역에 "적절한 잔디밭 시설"이 없고 새로운 APSL 시애틀 사운더스 팀이 존재함에 따라 시애틀의 MLS 입찰이 좌절되었다는 지적이 있었다. 결국 시애틀은 MLS 첫 시즌 동안 팀을 창단하기로 결정된 도시 중 하나가 아니었다.
1996년, 시애틀 시호크스의 구단주 폴 앨런이 시와 협력하여 팀을 위한 새로운 축구 경기장을 건설하면서, 공동 임차인이 될 수 있는 MLS 확장 팀의 잠재력은 이러한 노력에 대한 대중의 지지를 이끌어냈다. 많은 주 유권자들이 시호크스 스타디움 건설을 위한 국민투표를 지지했는데, 이는 또한 프로 축구 경기장이 될 것으로 예상되었기 때문이다. 경기장 문제가 해결되는 동안 새로운 문제가 발생했다. 2000년이 되자 MLS는 리그 운영 팀에서 투자자 운영 팀으로 이동하고 있었기 때문에 부유한 개인들이 시애틀에 MLS 확장 팀을 확보하기 위해 나서야 했다.
2003년, 시애틀은 10개 팀으로 구성된 리그가 새로운 시장으로 확장할 계획을 발표하면서 다시 MLS 확장 팀의 가능성으로 거론되었다. 2004년, MLS 커미셔너 돈 가버는 시애틀이 레알 솔트레이크에게 최종적으로 수여되는 확장 팀을 받는 데 "매우 근접했다"고 밝혔다. 당시 유나이티드 사커 리그(USL) 사운더스 (구 APSL 사운더스)의 구단주였던 에이드리언 해나워는 2006년 시애틀 프랜차이즈 권리를 확보하기 위해 약 100만 달러를 지불하는 방안을 MLS와 논의 중이다. 그러나 2006년 시애틀이 다시 인수되자 해나워는 1,000만 달러 이상 성장한 MLS 프랜차이즈 수수료를 충당하려는 더 많은 투자자의 도움 없이는 확장 팀을 확보할 수 없다고 발표했다.

## 경기장

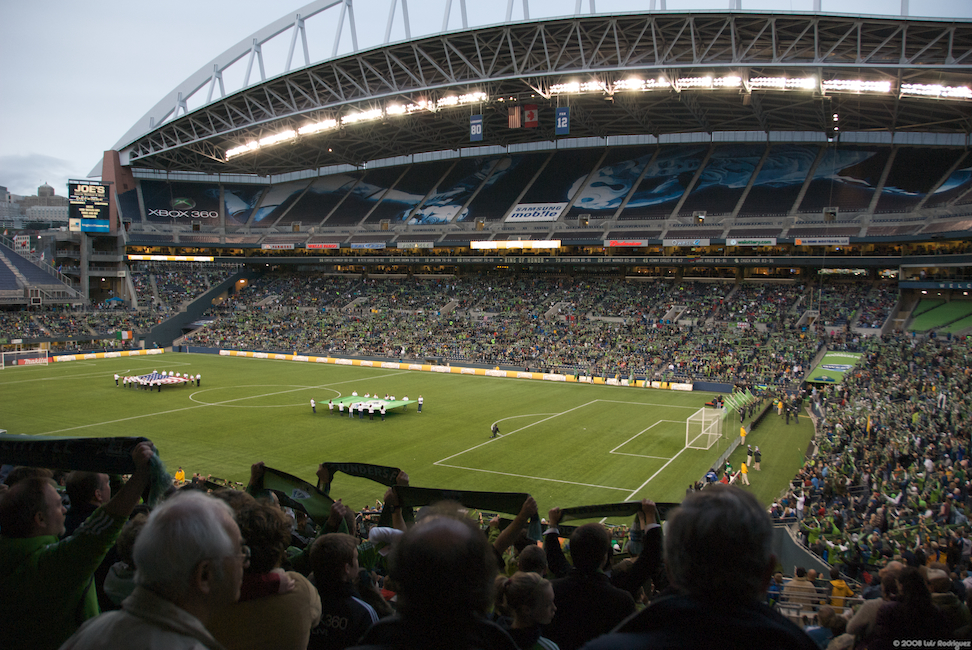
루멘 필드 하부 보울의 서포터즈

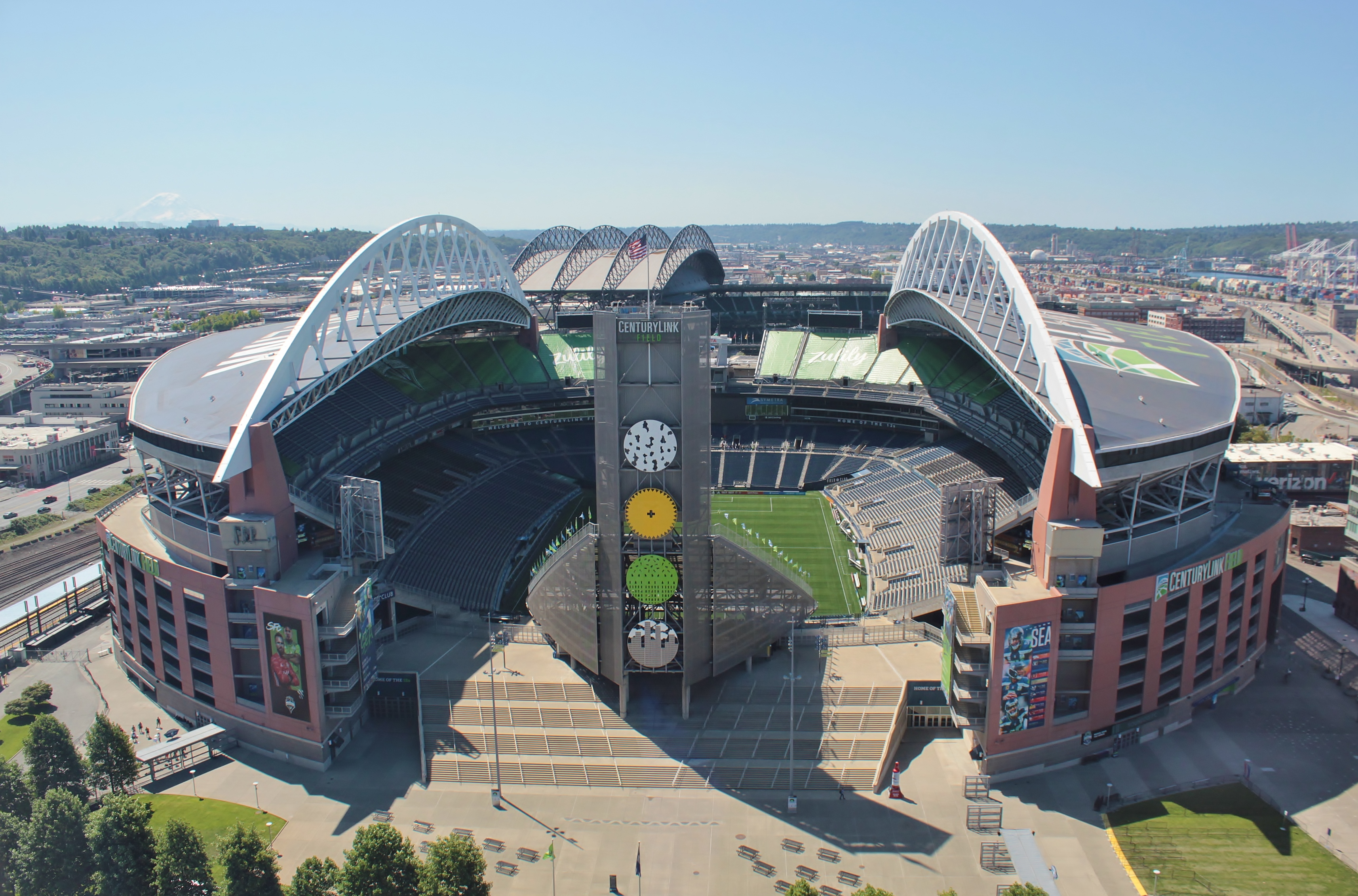
축구 구성에서 루멘 필드의 개요

시애틀 사운더스는 시애틀 시호크스의 홈구장이기도 한 시애틀의 루멘 필드에서 홈 경기를 치른다. 사운더스의 소수 구단주였던 고 폴 앨런도 센추리링크 필드에서 30년 임대 계약을 맺은 시호크스의 구단주였다. 이러한 관계로 인해 사운더스는 임대료를 지불하지 않고 루멘 필드를 사용했다. 2015년, 팀은 퍼스트 앤 골과의 임대 계약 연장을 발표하여 루멘 필드를 2028 시즌까지 사용할 수 있게 되었다. 사운더스 경기의 경우, 2009년부터 2018년까지 마이크로소프트와의 스폰서십 계약의 일환으로 이 필드는 "센추리링크 필드의 엑스박스 피치"라고 불렸다. 이 필드는 2022년에 "루멘 필드의 에메랄드 퀸 카지노 피치"로 이름이 변경되었다.
루멘 필드는 양 팀을 위해 설계된 69,000석 규모의 경기장이다. 사운더스는 MLS 경기를 위해 경기장의 수용 인원을 인위적으로 제한하며, 특정 좌석 구역은 타폴린으로 덮여 있어 "더 친밀한 분위기"를 제공한다. 그러나 클럽은 국제 친선 경기와 일부 리그 경기를 위해 경기장 전체를 개방한다. 팀의 원래 사업 계획은 경기당 티켓 수가 12,000장에 불과할 것으로 예상했다. 높은 초기 수요를 바탕으로 2009년 첫 시즌 초반에는 경기장 수용 인원이 24,500명으로 제한되었다. 그러나 지속적인 높은 수요로 인해 2012년 시즌에는 38,500명, 2015년 시즌에는 39,115명, 2019년에는 37,722명으로 여러 차례 수용 인원이 증가했다.
사운더스는 루멘 필드에서 국제 친선 경기, MLS 컵 결승전, 정규 시즌 일부 경기를 위해 추가 섹션을 열었다. 2011년 시즌의 마지막 홈 경기는 골키퍼 케이시 켈러의 은퇴와 동시에 64,140명의 관중을 끌어모았으며, 경기장을 만석으로 개방한 최초의 사운더스 정규 시즌 경기였다. 다음 시즌에는 10월, 포틀랜드 팀버스와의 경기를 포함하여 세 번의 만석 경기를 치렀으며, 이는 MLS 역사상 두 번째로 큰 관중 수였다. 이 기록은 다음 해 8월, 포틀랜드 팀버스와의 홈 경기에서 67,385명의 관중을 기록하며 초과 달성되었다. 사운더스는 2019년 MLS 컵에서 69,274명의 관중 앞에서 열린 경기로 경기장 역사상 다른 모든 스포츠 이벤트를 능가하는 관중 기록을 세웠다.
2020년 시즌은 코로나19 범유행으로 인해 두 경기가 끝난 후 중단되었으며, 이후 사운더스는 비공개로 홈 경기를 치렀다. 다음 시즌에는 수용 인원이 3월 7,000명에서 6월에는 정상 수용 인원으로 점차 증가했으며, 주 지침을 준수하기 위해 백신 접종 증명서나 코로나19 진단 판정을 받아야 했다. 팬데믹 기간 동안 가장 많은 관중이 참석한 것은 2021년 8월에 열린 OL 레인과의 더블헤더 경기로, MLS 경기에는 45,737명이 참석했다.

## 우승 기록
- CONCACAF 챔피언스리그 (1회): 2022
- 메이저 리그 사커 (2회): 2016, 2019
- US 오픈컵 (4회) : 2009, 2010, 2011, 2014

## 선수단

### 현재 소속 선수 명단
참고: FIFA 자격 규정에 따라 소속된 국가대표팀 국기를 표시합니다. 선수는 복수의 FIFA 비회원국 국적을 가지고 있을 수 있습니다.
| 번호 | 포지션 | 국적       | 이름                     |
| ---- | ------ | ---------- | ------------------------ |
| 4    | DF     |            | 나탕                     |
| 5    | DF     | 카메룬     | 누후 톨로                |
| 6    | MF     |            | 주앙 파울루              |
| 9    | FW     | 페루       | 라울 루이디아즈          |
| 10   | MF     |            | 페드로 데 라 베가        |
| 11   | MF     | 슬로바키아 | 알버트 루스낙            |
| 15   | DF     | 자메이카   | 존 벨                    |
| 16   | DF     | 엘살바도르 | 알렉스 롤단              |
| 20   | DF     |            | 김기희                   |
| 24   | GK     |            | 슈테판 프라이            |
| 25   | DF     |            | 잭슨 레이건              |
| 26   | GK     |            | 앤드류 토마스            |
| 28   | DF     | 콜롬비아   | 예이마르 고메즈 안드라데 |
| 33   | DF     |            | 코비 베이커              |

| 번호 | 포지션 | 국적 | 이름 |
| ---- | ------ | ---- | ---- |

## 유나이티드 사커 리그 제휴팀
- 시애틀 사운더스 FC 2 (투퀼라, 워싱턴)